# Exorista servula
Exorista servula là một loài ruồi trong họ Tachinidae.